# Salif Keïta (zanger)
Salif Keïta (Djoliba, 25 augustus 1949) is een muzikant en zanger uit Mali. Hij is bekend vanwege zijn reputatie als The Golden Voice of Africa en doordat hij albinisme heeft. Hij is een directe afstammeling van de stichter van het koninkrijk Mali, Sundiata Keïta. Deze koninklijke wortels betekenden dat hij onder de Malinese kastenstelsel nooit een zanger zou kunnen worden, een rol die was weggelegd voor de griot. Zijn muziek combineert traditionele muziekstijlen van West-Afrika en invloeden uit Europa en Amerika. De muziekinstrumenten die het meest gebruikt worden door Salif Keïta zijn balafoons, djembés, gitaren, kora's, orgels, saxofoons, en synthesizers.

## Biografie en carrière
Keïta werd geboren in Djoliba. Hij werd verstoten door zijn familie en de maatschappij vanwege zijn albinisme, dat een teken is van pech in de Mandinka-cultuur. Hij verliet Djoliba en ging naar de hoofdstad Bamako in 1967, waar hij lid werd van de door de overheid gesponsorde Super Rail Band de Bamako. In 1973 voegde Keïta zich bij de band Les Ambassadeurs. Keïta en Les Ambassadeurs vluchtten vanwege politieke onrust in Mali in het midden van de jaren 1970 naar Abidjan, Ivoorkust en veranderden de bandnaam in Les Ambassadeurs Internationales. Deze band kreeg internationale reputatie in de jaren 70, en in 1977 ontving Keïta de Nationale Orde prijs van de president van Guinee, Sékou Touré. In 1984 verhuisde Keïta naar Parijs om een breder publiek te bereiken.

## Discografie
- Soro (Mango, 1987)
- Ko-Yan (Mango, 1989)
- Amen (Mango, 1991)
- Destiny of a Noble Outcast (PolyGram, 1991)
- Folon (Mango, 1995)
- Rail Band (Melodie, 1996)
- Seydou Bathili (Sonodisc, 1997)
- Papa (Blue Note, 1999)
- Mama (Capitol, 2000)
- Sosie (Mellemfolkeligt, 2001)
- Moffou (Universal Jazz France, 2002)
- The Best of the Early Years (Wrasse, 2002)
- Remixes from Moffou (Universal Jazz France, 2004)
- M'Bemba (Universal Jazz France, 2005)
- La différence (Emarcy, 2009)
- Talé (Universal, 2012)
- Un Autre Blanc (Naïve Records, 2018)
- So Kono, (Nø Førmat!, 2025)

- Bibsys: 65940
- Biblioteca Nacional de España: XX1549726
- Bibliothèque nationale de France: cb13922774h (data)
- Gemeinsame Normdatei: 134650166
- International Standard Name Identifier: 0000 0001 0995 8002
- Library of Congress Control Number: nr91032646
- MusicBrainz: b29a24ff-2c55-437e-867b-1456c9f3f73e
- Nationale Bibliotheek van Tsjechië: xx0012789
- Nationale bibliotheek van Australië: 40415336
- Nationale Bibliotheek van Israël: 987007422410105171
- Nationale en Universitaire bibliotheek Zagreb: 000712906
- Nederlandse Thesaurus van Auteursnamen: 074882082
- Istituto Centrale per il Catalogo Unico: UBOV508903
- SNAC: w6934hf6
- Système universitaire de documentation: 059631058
- Trove: 1225235
- Virtual International Authority File: 85382135
- WorldCat: E39PBJtxmDwBJR6YbfXwWGcHG3